# Messenger (鈴村健一の曲)
「messenger」（メッセンジャー）は、鈴村健一の8枚目のシングル。2012年5月16日にLantisから発売された。

## 概要
PVは鈴村扮する教師が羽生北小学校の児童と共に歌う内容で、撮影の合間では児童にハイタッチしたり男子が急所を狙ったりもした。当初は屋上で撮影されるはずだったが、強風で身だしなみが台無しになるため教室での撮影に変更された。

## 収録曲
（全作詞：鈴村健一）
1. messenger [5:41]
作曲：渡辺拓也、編曲：宮崎誠
「夜明け」や「旅立ち」をテーマとした楽曲で、タイトルには自分が成長して親になり子供ができるかもしれないため一生懸命生きようという姿勢が、誰かに向けてのメッセージになっているという意味が込められている[1]。
2. アインシュタインのように [3:50]
作曲・編曲：浅野尚志
タイトルは、普段はAメロから作詞するが、本作では良い案が思い浮かばばかったため、「あっかんべえをかます。」というフレーズが閃き、これは誰だと考えた時にアインシュタインの舌を出している写真を思い出したために付けられた[1]。
3. ハナサカ（ピンピンバンドVer.） [4:18]
作曲：板垣祐介、編曲：鈴木マサキ

DVD
1. messenger（Music Clip）